# Charles Frédéric Gerhardt

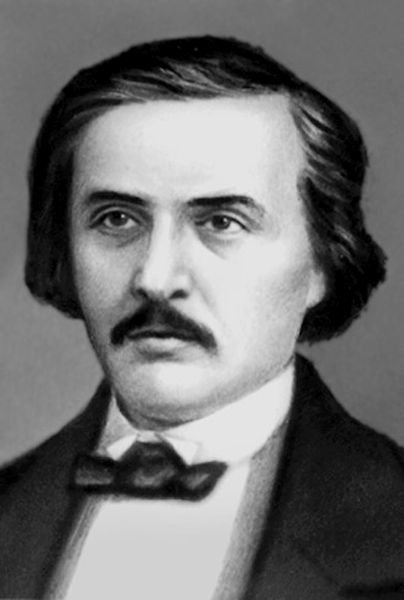
Charles Frédéric Gerhardt

Charles Frédéric Gerhardt (Straatsburg, 21 augustus 1816 - aldaar, 19 augustus 1856) was een Frans scheikundige die bekendheid geniet door zijn synthese van een onzuivere vorm van acetylsalicylzuur, het tegenwoordige aspirine.